# Пуманке
Пуманке (ісп. Pumanque) — селище в Чилі. Адміністративний центр однойменної комуни. Населення — 747 осіб (2002). Селище і комуна входить до складу провінції Кольчагуа і регіону Лібертадор-Хенераль-Бернардо-О'Хіггінс.
Територія — 441 км². Чисельність населення - 3421 жителя (2017). Щільність населення — 7,76 чол./км².

## Розташування
Селище розташоване за 99 км на південний захід від адміністративного центру області міста Ранкагуа та за 63 км на захід від адміністративного центру провінції міста Сан-Фернандо.
Комуна межує:
- на півночі - з комуною Марчіуе
- на північному сході - з комуною Пералільйо
- на сході — з комуною Санта-Крус
- на півдні - з комуною Лололь
- на заході — з комуною Паредонес
- на північному заході - з комуною Пічилему